# Dopolavoro Aziendale Savoia Marchetti S.I.A.I. 1938-1939
Questa voce raccoglie le informazioni riguardanti Il Dopolavoro Aziendale Savoia Marchetti S.I.A.I. nelle competizioni ufficiali della stagione 1938-1939.

## Rosa
| N. |                   | Ruolo | Calciatore        |
| -- | ----------------- | ----- | ----------------- |
|    | Italia (bandiera) |       | Giovanni Baggiani |
|    | Italia (bandiera) |       | Mario Baldin      |
|    | Italia (bandiera) |       | Bruno Bellotti    |
|    | Italia (bandiera) |       | Sandro Bonetti    |
|    | Italia (bandiera) | C     | Aldo Borsani      |
|    | Italia (bandiera) |       | Luigi Bruschini   |
|    | Italia (bandiera) |       | Battista Fantini  |
|    | Italia (bandiera) |       | Giovanni Guidi    |

| N. |                   | Ruolo | Calciatore           |
| -- | ----------------- | ----- | -------------------- |
|    | Italia (bandiera) |       | Ermelindo Magugliani |
|    | Italia (bandiera) |       | Pierino Malgaroli    |
|    | Italia (bandiera) |       | Gino Marazza         |
|    | Italia (bandiera) |       | Riccardo Moroni      |
|    | Italia (bandiera) |       | Libero Perucco       |
|    | Italia (bandiera) |       | Giuseppe Ponti       |
|    | Italia (bandiera) |       | Elio Vallauri        |
|    | Italia (bandiera) |       | Rosito Zeni          |